# Hajowe (obwód winnicki)
Hajowe (ukr. Гайове) – wieś na Ukrainie, w obwodzie winnickim, w rejonie barskim.